# ブズナーゴ
ブズナーゴ（伊: Busnago）は、イタリア共和国ロンバルディア州モンツァ・エ・ブリアンツァ県にある、人口約6,800人の基礎自治体（コムーネ）。
2009年12月18日にミラノ県からモンツァ・エ・ブリアンツァ県に移された。

## 地理

### 位置・広がり
モンツァ・エ・ブリアンツァ県東部に位置するコムーネで、県都モンツァから東北東へ15km、ベルガモから南西へ約19km、州都ミラノから北東へ約27km、レッコから南南東へ約27kmの距離にある。

#### 隣接コムーネ
隣接するコムーネは以下の通り。括弧内のMIはミラノ県所属を示す。
- コルナーテ・ダッダ - 北
- トレッツォ・スッラッダ (MI) - 東
- グレッツァーゴ (MI) - 南東
- トレッツァーノ・ローザ (MI) - 南
- ロンチェッロ - 南西
- ベッルスコ - 西
- メッツァーゴ - 北西

### 気候分類・地震分類
気候分類では、zona E, 2408 GGに分類される。
また、イタリアの地震リスク階級 (it) では、zona 3 (sismicità bassa) に分類される。

## 交通

### 道路
- SP2 : 〔ヴィメルカーテ - ベッルスコ〕 - ブズナーゴ - 〔トレッツォ・スッラッダ〕
- SP178 : 〔ヴェルデーリオ - コルナーテ・ダッダ〕 - ブズナーゴ